# Centrifugalkoppling
En centrifugalkoppling en typ av koppling som styrs av centrifugalkraft. När motorns varvtal är vid tomgång är kopplingen i friläge, när motorn varvas över ett visst varvtal börjar kopplingen att driva, det så kallade dragläget.
Varvar man motorn ännu mer kopplas kopplingen in helt. Detta styrs av vikter på lamellen.
Denna koppling användes i huvudsak av sena DAF-bilar och Volvo 340 med Variomatic-växellåda, centrifugalkoppling fanns även som tillval till manuella Citroën 2CV.
Centrifugalkopping förekommer idag på mopeder både med variomatik, växlar och automat och på mindre utombordsmotorer. Man finner även konstruktionen i motorsågar och i röjsågar. Radiostyrda modellbilar med förbränningsmotor är ett annat exempel på konstruktioner där man finner denna koppling.
Exklusiva modelljärnvägslok från firma Brimalm har en centrufugalkoppling mellan motorn och växellådan.
Fördelarna är bland annat att man inte behöver någon kopplingspedal, för att få in ett bra dragläge, det räcker att justera detta med gasfoten.
Nackdelarna är känsligheten mot höga vridmoment.
Motorn måste varvas ganska mycket innan kopplingen börjar driva.
Det bidrar till ökad bränsleförbrukning och lamellslitage då kopplingen slirar ganska mycket.
Ett konstruktionsfel på äldre Volvo 340 med variomatic var fel i frikopplingsservon som höjde eller sänkte inkopplingsvarvtalet i kopplingen. När växelväljaren var i D eller R-lägena var inkopplingsvarvtalet lägre, och var spaken förd i P eller N, eller om knappen på växelspaksknoppen hölls nedtryckt var inkopplingsvarvtalet högre. Detta styrdes av vakuum som höll emot centrifugalvikterna på lamellen. Spärren fungerade bara till ett visst varvtalsområde.
Om man varvade motorn för högt med P-läge ilagt kunde man bränna sönder kopplingen och skada de låsta dreven i växellådan då växellådan var låst.
Många misstror dock att det är "remmarna" som ryker, vilket är fel.
Detta var vanligast på äldre årgångar, och senare årgångar har allt som oftast detta fel åtgärdat.
Rally- och racing-DAF:ar brukade ha manuell koppling istället för centrifugalkoppling.
Detta var för att man skulle kunna ha starkare motorer och lättare kunna utnyttja bilarnas vägegenskaper. Med manuell koppling kunde Variomatic-lådorna klara upp mot 150 hästkrafter.